# غونزالو كابريرا
غونزالو جابرييل كابريرا جيوردانو (بالإسبانية: Gonzalo Cabrera)‏ (مواليد 15 يناير 1989 في بيونس آيرس) هو لاعب كرة قدم أرجنتيني يجيد اللعب كصانع ألعاب , يلعب حاليا لنادي جوهر دار التعظيم الماليزي ولعب سابقاً لنادي الفيصلي .
يذكر أن اللاعب يحمل الجواز العراقي.

## وصلات خارجية
- غونزالو كابريرا على موقع قاعدة بيانات كرة القدم.إي يو (الإنجليزية)
- غونزالو كابريرا على موقع Soccerway.com (الإنجليزية)